# Alfred Hayes (worstelaar)
Alfred George James Hayes (Londen, 8 augustus 1928 - Dallas, 21 juli 2005) was een Engels professioneel worstelaar, manager en commentator.
Hayes was tussen 1982 en 1995 (13 jaar) actief in de World Wrestling Federation (WWF).

## Professionele worstelcarrière
Hayes werd als worstelaar getraind door Sir Atholl Oakley en zijn ringnaam luidde "Judo" Al Hayes. Voordat Hayes in de worstelwereld ging was hij een judoka. In de jaren 50 tot de jaren 70 worstelde Hayes voor verschillende Britse worstelpromoties. In de vroege jaren 80 ging Hayes naar Verenigde Staten.

### World Wrestling Federation (1982-1995)
In 1982 ging Hayes voor World Wrestling Federation (WWF) werken. Hij was de copresentator van Vince McMahon op Tuesday Night Titans, een WWF-talkshow van 1984 tot 1986. Hayes bekwam familiair met de WWF kijkers als een licht gesproken Engelsman met een rare lach. Af en toe kreeg Hayes op TNT verschillende slapsticks; zijn gezicht dat volledig met poeder was besprenkeld, pompoen grappen van "Captain" Lou Albano, het drinken van een van Hulk Hogans dieetsappen en klappen incasseren op zijn wangen van "Rowdy" Roddy Piper.
Hayes verscheen op WrestleMania I in 1985 waar hij de achtergrond commentator was voor het voorstellen van matchen en het opnemen van commentaren van worstelaars. Hij werd ook gekust door The Fabulous Moolah. Hayes liep samen met The Fabulous Moolah en de WWF Women's Champion Leilani Kai naar de ring.
Op WrestleMania 2 zorgde hij in Los Angeles voor commentaar en werd bijgestaan door Jesse "The Body" Ventura en Elvira. Later verscheen Hayes alleen in video fragmenten van WrestleMania III, WrestleMania VII, WrestleMania VIII en Royal Rumble 1993. Hayes verscheen af en toe in verschillende afleveringen van Monday Night RAW.

## Pensioen en dood
In 1995 kondigde Hayes in WWF zijn pensioen aan nadat hij betrokken was in een auto-ongeval. Als resultaat van zijn ongeval kreeg Hayes gangreen en zijn been werd geamputeerd. Op 21 juli 2005 overleed Hayes aan de gevolgen van een series beroertes.

## In worstelen
- Finishers
  - London Bridge (Bridging Indian deathlock)
- Manager
  - Bobby Heenan
- Worstelaars waarvan Hayes de manager was
  - Chris Markoff
  - The Masked Superstar
  - Billy Robinson
  - Super Destroyer
  - Super Destroyer Mark II
  - Nikolai Volkoff
  - King James Valiant

## Prestaties
- Big Time Wrestling
  - NWA Texas Tag Team Championship (1 keer met Big O)
- British Championships
  - World Mid-Heavyweight Championship (1 keer)
- Central States Wrestling
  - NWA World Tag Team Championship (2 keer; 1x met Bob Brown en 1x met Roger Kirby)
- Eastern Sports Association
  - ESA International Tag Team Championship (1 keer met Mike Dubois)
- NWA Western States Sports
  - NWA Western States Heavyweight Championship (2 keer)
  - NWA Western States Tag Team Championship (2 keer; 1x met Ricki Starr en 1x met Nick Kozak)
- Pro Wrestling Illustrated
  - PWI Most Inspirational Wrestler of the Year (1972)